# Friedrich Wilhelm Conrad Bieling
Friedrich Wilhelm Conrad Bieling (* 24. Juni 1801 in Westerode bei Harzburg; † 31. Dezember 1885 in Wandsbek) war ein deutscher Kaufmann.

## Leben
Bieling war zunächst in der Firma Riedel, Volckmann & Co. und später unter F. W. Bieling & Co. in Hamburg als Kaufmann tätig. Er gehörte zu den sechzehn Einberufern der Tonhallenversammlung am 22. Januar 1859. Bieling war von 1857 bis 1859 Mitglied der Zoll- und Akzisedeputation und als deren Vertreter 1859 Mitglied der Hamburgischen Bürgerschaft.